# Castronovo di Sicilia
Castronovo di Sicilia – miejscowość i gmina we Włoszech, w regionie Sycylia, w prowincji Palermo.
Według danych na rok 2004 gminę zamieszkiwało 3409 osób, 17,1 os./km².